# Luigi Conte
Luigi Conte (Roma, 19 agosto 1912 – 28 settembre 2005) è stato un politico italiano.

## Biografia
Laureato in giurisprudenza, dirigente sindacale, è segretario generale della Camera del Lavoro CGIL di Foggia dal 1954 al 1958.
Esponente del Partito Comunista Italiano; viene eletto nella III legislatura alla Camera dei deputati (restando in carica dal 1958 al 1963) e poi nella IV al Senato (dal 1963 al 1968). In seguito è segretario provinciale della Federazione del PCI di Brindisi.
È morto il 28 settembre 2005 all'età di 93 anni.